# Zaljev Tiksi
Zaljev Tiksi (rus. Бухта Тикси) je zaljev Laptevskog mora, u Jakutiji, Rusija. Nalazi se na zapadnoj obali većeg zaljeva Buor-Haja.

## Geografija
Zaljev je dugačak do 21 km, širok 17 km, a dubok od 2 do 11 metara. Rijeke Sogo i Jurjage ulijevaju se u zaljev. Luka Tiksi nalazi se na zapadnoj strani.
Poludnevne plime u Koljskom zaljevu iznose oko 0,3 metra. Zimi je zaljev zakrčen ledom.

## Povijest
Ovaj zaljev prvi je istražio ruski istraživač Arktika Dmitrij Laptev 1739. godine. Tada se zvao "Zaljev Goreli". Naziv "Zaljev Tiksi" usvojen je 1878.
U zaljevu Tiksi nalazi se križ koji označava mjesto smrti američkog kitolovca Thomasa Longa. 